# Paterna del Río
Paterna del Río er en by og kommune i det sydøstlige Spanien i provinsen Almería. Den har et indbyggertal på 396 (2024) indbyggere.